# علاء حبيل
علاء أحمد محمد حبيل (25 يونيو 1982) لاعب كرة قدم بحريني معتزل كان يجيد اللعب في مركز المهاجم.

## السيرة الذاتية

### الأندية
انضم إلى نادي الأهلي البحريني في عام 1992. أدرج في صفوف الفريق الأول في عام 2000. ظل في النادي الأهلي حتى عام 2004. نتيجة لتتويجه بلقب هداف بطولة كأس آسيا 2004 استطاع الانتقال إلى نادي الغرافة الرياضي القطري مقابل 300 ألف دولار. على الرغم من تعرضه لإصابة خطيرة في الركبة أبعدته فترة ستة أشهر إلا أن إدارة النادي القطري قررت تجديد التعاقد معه لموسم آخر مقابل 700 ألف دولار بسبب تصدره ترتيب هدافي الدوري قبل إصابته.
في عام 2007 قررت إدارة نادي الغرافة عدم تجديد عقد حبيل الذي انخفض مستواه كثيرا في الموسم الثاني لذا قرر الانتقال إلى نادي الكويت الكويتي مقابل 475 ألف دولار ولمدة موسم واحد. استطاع حبيل بفضل أهدافه الستة المساهمة في تحقيق بطولة الدوري ثم بطولة كأس ولي العهد.
في عام 2008 قرر حبيل العودة إلى الدوري القطري من أجل الانضمام إلى نادي أم صلال الرياضي لمدة موسم واحد مقابل 500 ألف دولار. ساهم في حصول النادي على بطولة كأس الشيخ جاسم.
في عام 2009 عاد إلى النادي الأهلي البحريني حيث قاده لتحقيق بطولة الدوري في عام 2010 بعد غياب استمر 14 سنة. في الموسم التالي تأثر الفريق بشكل عام بالأجواء السياسية المشحونة في البلاد ولم يقدم المستوى المأمول منه.
في عام 2011 قرر الرحيل مجددا عن البحرين متوجها هذه المرة إلى عمان من أجل الانضمام إلى نادي الطليعة الرياضي لمدة موسم واحد من دون الكشف عن قيمة العقد.
في عام 2012 عاد حبيل إلى بلاده وانضم إلى نادي سترة. في عام 2014 قرر حبيل الانضمام إلى نادي المنامة.

### منتخب البحرين

#### الفئات العمرية
انضم على المستوى الدولي للمرة الأولى إلى منتخب البحرين للناشئين تحت 17 سنة في تصفيات تصفيات بطولة آسيا تحت 17 سنة لكرة القدم 1998 حيث ساهم في احتلال البحرين المركز الأول في المجموعة الثالثة التي أقيمت بطريقة التجمع في مدينة حائل متفوقا على الأردن والسعودية. في بطولة آسيا تحت 17 سنة لكرة القدم 1998 التي أقيمت في قطر لعب البحرين في المجموعة الثانية حيث تغلب على كوريا الجنوبية وعمان وبنغلاديش وخسر من اليابان وبالتالي احتل المركز الأول بفارق الأهداف عن وصيفه كوريا الجنوبية. في الدور النصف النهائي خسر من حامل اللقب تايلند وفي مباراة تحديد صاحب المركز الثالث تغلب على كوريا الجنوبية ليحصل على الميدالية البرونزية. وفي الملحق القاري للتأهل إلى خسر البحرين من أستراليا.
كما شارك مع منتخب الشباب في دورة الصداقة في مسقط، سلطنة عمان في عام 1999. وفي كرة القدم في أولمبياد 2004 - تصفيات آسيا للرجال شارك حبيل مع البحرين حيث تغلب على قيرغيزستان في الدور التمهيدي الثاني ليتأهل إلى الدور التمهيدي الثالث حيث أوقعت القرعة البحرين في المجموعة الثانية حيث حل ثانيا خلف اليابان بفارق نقطتين ومتفوقا على الإمارات واللبنان. وقد سجل حبيل هدفين في مرمى لبنان مانحا الفوز عليه بنتيجة 5-3.

#### الكبار
شارك حبيل مع المنتخب الأول للمرة الأولى في بطولة البحرين الدولية الثالثة لكرة القدم 2003. استطاع حبيل تسجيل هدفه الدولي الأول في مرمى العراق لتنتهي المباراة بالتعادل الإيجابي 2-2 مانحا نقطة التعادل للبحرين. وفي ختام البطولة الودية احتلت البحرين المركز الثالث خلف مصر والعراق ومتقدما على كينيا.
شارك حبيل في أول بطولة رسمية وهي بطولة كأس الخليج العربي لكرة القدم 2003 التي أقيمت في الكويت. سجل هدفين في مرمى اليمن وهدف في مرمى الكويت ليساهم في الفوز في هاتين المباراتين مما أدى إلى احتلال البحرين المركز الثاني في البطولة المجمعة بفارق نقطة واحدة عن البطل السعودية.
شارك في بطولة كأس آسيا 2004 التي أقيمت في الصين. في المجموعة الأولى ساهم في التعادل مع الصين المستضيفة 2-2 ثم مع قطر 1-1 وفي المباراة الثانية سجل الهدف الثاني مساهما في الفوز على إندونيسيا 3-1 ليحتل البحرين المركز الثاني في المجموعة برصيد 5 نقاط متخلفا بفارق نقطتين عن الصين ومتقدما على إندونيسيا وقطر. في الدور الربع النهائي فاز البحرين على أوزبكستان 4-3 بركلات الجزاء الترجيحية بعد انتهاء الوقتين الأصلي والإضافي بالتعادل الإيجابي 2-2 حيث كان نصيب حبيل الهدفين. في الدور النصف النهائي خسر البحرين من اليابان 3-4 في الوقت الإضافي. وقد سجل حبيل الهدفين الأول والثاني. في مباراة تحديد صاحب المركز الثالث خسر البحرين من إيران 2-4. وفي نهاية البطولة توج حبيل هدافا للبطولة بالتساوي مع الإيراني علي كريمي بتسجيله خمسة أهداف.
في المجموعة السادسة من تصفيات كأس العالم لكرة القدم 2006 - آسيا الدور الثاني احتل البحرين المركز الأول متقدما على سوريا وطاجيكستان وقيرغيزستان ليتأهل إلى الدور التالي. في المباراة الأولى ساهم هدفي حبيل في فوز البحرين على سوريا 2-1. وفي المباراة الثالثة سجل حبيل ثلاثة أهداف (هاتريك) ليهزم البحرين قيرغيزستان 5-2.
في المجموعة الثانية من تصفيات كأس العالم لكرة القدم 2006 - آسيا الدور الثالث احتل البحرين المركز الثالث خلف اليابان وإيران ومتقدما على كوريا الشمالية ليتأهل إلى الملحق الآسيوي. في تصفيات كأس العالم لكرة القدم 2006 - آسيا الدور الرابع تغلب البحرين على أوزبكستان بفضل الهدف الاعتباري بعد التعادل في مباراتي الذهاب والإياب 1-1. في تصفيات كأس العالم لكرة القدم 2006 - ملحق آسيا وأمريكا الشمالية خسر البحرين من ترينيداد وتوباغو 1-2 في مجموع مباراتي الذهاب والإياب ليخسر حبيل حلم اللعب في بطولة كأس العالم لكرة القدم 2006 والتي أقيمت في ألمانيا.
في مسابقة كرة القدم في دورة ألعاب غرب آسيا الثالثة 2005 التي أقيمت في قطر تعادل البحرين في مباراتيه في الدور الأول مع سوريا وعمان بنفس النتيجة 2-2 ليحتل المركز الثاني خلف سوريا وأمام عمان ويخرج من منافسات المسابقة. لم يسجل حبيل أي هدف.
في تصفيات كأس آسيا 2007 احتل البحرين المركز الثاني في المجموعة الرابعة خلف أستراليا ومتقدما على الكويت بعد انسحاب لبنان من التصفيات بسبب حرب لبنان 2006. ولم يسجل حبيل أي هدف في هذه التصفيات.
في 8 نوفمبر 2006 تعادل البحرين مع عمان 1-1 وديا وقد سجل الهدف حبيل.
في كأس آسيا 2007 التي أقيمت في إندونيسيا وماليزيا وتايلند والفيتنام وقع البحرين في المجموعة الرابعة حيث احتل المركز الرابع خلف السعودية وكوريا الجنوبية وإندونيسيا على التوالي بفوز على كوريا الجنوبية وخسارتين. لم يسجل حبيل أي هدف.
في بطولة كأس الخليج العربي لكرة القدم 2007 التي أقيمت في الإمارات وقع البحرين في المجموعة الثانية حيث احتل المركز الثاني برصيد 4 نقاط خلف السعودية المتصدر ومتقدما على العراق وقطر. في المباراة الثالثة فاز البحرين على قطر 2-1 سجلهما حبيل. في الدور النصف النهائي خسر البحرين من عمان 0-1 ليحتل المركز الثالث. وقد احتل حبيل المركز الثالث في لائحة الهدافين.
في 4 يوليو 2007 فاز البحرين على قدح الماليزي 9-0 وديا حيث سجل حبيل هدفين.
في تصفيات آسيا لكأس العالم لكرة القدم 2010 – الدور الأول فاز البحرين على ماليزيا 4-1 في مباراة الذهاب وتعادل 0-0 في مباراة الإياب. سجل حبيل الهدف الرابع في مباراة الذهاب.
في تصفيات آسيا لكأس العالم لكرة القدم 2010 - الدور الثالث احتل البحرين المركز الثاني في المجموعة برصيد 11 نقطة من ست مباريات من ثلاث انتصارات وتعادلين وخسارة واحدة خلف اليابان ومتقدما على عمان وتايلند ليتأهل إلى الدور التالي. في المباراة الأولى سجل حبيل هدف المباراة الوحيد ليتغلب البحرين على عمان. كرر حبيل في المباراة الثانية ما فعله في المباراة الأولى بتسجيله هدف المباراة الوحيد في مرمى اليابان.
في تصفيات كأس العالم لكرة القدم 2010 – آسيا المرحلة الرابعة احتل البحرين المركز الثالث في المجموعة الأولى برصيد 10 نقاط من 8 مباريات من 3 انتصارات وتعادل وأربع خسائر متخلفا عن أستراليا واليابان ومتقدما على قطر وأوزبكستان وبالتالي تأهل إلى الملحق الآسيوي. لم يسجل حبيل أي هدف.
في تصفيات آسيا لكأس العالم لكرة القدم 2010 - الدور الخامس تغلب البحرين على السعودية بفضل الهدف الاعتباري بعد التعادل سلبيا في المنامة وإيجابيا في الرياض 2-2. لم يسجل حبيل أي من الهدفين.
في تصفيات كأس العالم لكرة القدم 2010 (الملحق القاري) خسر البحرين من نيوزيلندا 0-1 في مجموع مباراتي الذهاب والإياب ليتخبر أمل حبيل في اللعب في بطولة كأس العالم لكرة القدم 2010 في جنوب أفريقيا للمرة الثانية على التوالي من خلال الملحق القاري.
وفي نهاية المباراة قرر حبيل اعتزال اللعب الدولي.

## إحتجاجات 2011
ادعى ائتلاف شباب ثورة 14 فبراير أنه في بداية احتجاجات 2011 انطلقت مسيرة تدعو إلى اسقاط النظام الملكي في البحرين من مجمع الدانة إلى منصة دوار اللؤلؤة شارك فيها العديد من الرياضيين البحرينيين وقد قام علاء حبيل بإلقاء بيان مما أدى إلى قيام قوات الأمن البحرينية باعتقاله والحكم عليه بالسجن لمدة عامين.
ولكن في فبراير 2016 أثناء انعقاد انتخابات رئيس الاتحاد الدولي لكرة القدم ادعت منظمات حقوق إنسان بحرينية وغربية بأن سلمان بن إبراهيم آل خليفة المترشح لمنصب الرئيس كان له دور كبير في تعذيب الرياضيين البحرينيين أثناء الاحتجاجات. ولكن قرر حبيل بمعية محمود جلال وعلي سعيد تكذيب هذه الأقاويل والسفر مع سلمان إلى سويسرا وتوضيح الحقيقة للجميع بأنه لم يتم اعتقالهم أو تعذيبهم أو أي رياضي آخر في عام 2011 أو الأعوام التالية وأن سلمان صاحب سجل نظيف في مجال حقوق الإنسان.

## الإنجازات

### الأهلي
- الدرجة الأولى (1): 2010
- كأس ملك البحرين (2): 2001، 2003

### الكويت
- الدوري (1): 2008
- كأس ولي العهد (1): 2008

### أم صلال
- كأس الشيخ جاسم (1): 2009